# Matriz diagonalizable
En álgebra lineal, una matriz cuadrada {\displaystyle A} se dice que es diagonalizable si es semejante a una matriz diagonal. Es decir, si mediante un cambio de base puede reducirse a una forma diagonal. En este caso, la matriz podrá descomponerse de la forma {\displaystyle A=PDP^{-1}} donde {\displaystyle P} es una matriz invertible cuyos vectores columna son vectores propios de {\displaystyle A} y {\displaystyle D} es una matriz diagonal formada por los valores propios de {\displaystyle A}.
Si la matriz {\displaystyle A} es semejante ortogonalmente a una matriz diagonal, es decir, si la matriz P es ortogonal se dice entonces que la matriz A es diagonalizable ortogonalmente, pudiendo escribirse como {\displaystyle A=PDP^{t}}. El teorema espectral garantiza que cualquier matriz cuadrada simétrica con coeficientes reales es ortogonalmente diagonalizable. En este caso P está formada por una base ortonormal de vectores propios de la matriz siendo los valores propios reales. La matriz P es por tanto ortogonal y los vectores filas de {\displaystyle P^{-1}} son los vectores columnas de P.

## Definición
Sea {\displaystyle A\in M^{n\times n}(\mathbb {K} )} una matriz cuadrada con valores en un cuerpo {\displaystyle \mathbb {K} }, se dice que la matriz {\displaystyle A} es diagonalizable si y sólo si {\displaystyle A} se puede descomponer de la forma: 
{\displaystyle A=PDP^{-1}}
donde:
- {\displaystyle D} es una matriz diagonal cuya diagonal principal está formada por los elementos de {\displaystyle \sigma (A)}, apareciendo cada uno tantas veces como indique su multiplicidad algebraica, siendo {\displaystyle \sigma (A)} el espectro de {\displaystyle A}, es decir, el conjunto de autovalores de la matriz {\displaystyle A}:

{\displaystyle \sigma (A)={\big \{}\lambda _{i}\in \mathbb {K} \;|Av=\lambda _{i}v\quad \forall \;i=1,2,...,n{\big \}}}
- {\displaystyle \mathbf {P} } es la matriz cuyas columnas son los vectores que constituyen una base del subespacio propio asociado a cada {\displaystyle \lambda _{i}\,} siguiendo el orden establecido en D, esto es, los vectores que forman el núcleo de la matriz {\displaystyle (A-\lambda _{i}I)}:

{\displaystyle P=(v_{1}|v_{2}|\cdots |v_{n}),\quad v_{j}\in \ker(A-\lambda _{i}I_{n})\quad \forall \;i,j=1,\dots ,n}

### Endomorfismo diagonalizable
Un  endomorfismo de espacio vectorial (aplicación lineal de un espacio vectorial en sí mismo) se dice diagonalizable por similitud (o simplemente diagonalizable) si existe una base en la que su matriz asociada sea una matriz diagonal. Sin embargo la diagonalización no está asegurada, es decir no es posible decir que todo endomorfismo sea diagonalizable. La importancia de la diagonalización nos motiva a obtener una base en la que la matriz asociada a un endomorfismo no diagonalizable sea más simple aunque no diagonal. Para ello se seguirán las mismas técnicas que para diagonalización, usando la teoría sobre autovalores y autovectores (también llamados valores y vectores propios o en inglés eigenvalues y eigenvectors).
Recordemos que dado un operador lineal {\displaystyle T:V\rightarrow V} se dice que W subespacio de V es T-invariante si {\displaystyle \forall \;u\in W} se tiene que {\displaystyle T(u)\in W}

## Aplicaciones

### Potencias de una matriz
Diagonalizar una matriz nos ayuda a calcular potencias de una matriz {\displaystyle A}, si {\displaystyle n\in \mathbb {N} } entonces
{\displaystyle A^{n}=PD^{n}P^{-1}}
para ver la validez de este resultado, considere {\displaystyle n=2} entonces 
{\displaystyle {\begin{aligned}A^{2}&=PDP^{-1}PDP^{-1}\\&=PDI_{2}DP^{-1}\\&=PD^{2}P^{-1}\end{aligned}}}
donde {\displaystyle I_{2}} denota la matriz identidad de tamaño {\displaystyle 2}, de forma similar se puede demostrar que {\displaystyle A^{n}=PD^{n}P^{-1}}. 
Como {\displaystyle D} es una matriz diagonal entonces el cálculo de la {\displaystyle n}-ésima potencia es muy sencillo pues si 
{\displaystyle D={\begin{pmatrix}a_{1}&0&\dots &0\\0&a_{2}&\dots &0\\\vdots &\vdots &\ddots &\vdots \\0&0&\dots &a_{n}\end{pmatrix}}}
entonces
{\displaystyle D^{n}={\begin{pmatrix}a_{1}^{n}&0&\dots &0\\0&a_{2}^{n}&\dots &0\\\vdots &\vdots &\ddots &\vdots \\0&0&\dots &a_{n}^{n}\end{pmatrix}}}

## Ejemplos

### Diagonalización de una matriz
Una matriz es diagonalizable si es cuadrada y la multiplicidad (las veces que aparece el valor propio en el polinomio característico si es posible factorizarlo como producto de binomios lineales) de los valores propios es igual a la dimensión del espacio propio que definen.
"Diagonalizar una matriz" se reduce a encontrar sus vectores y valores propios. Tomemos la matriz:
{\displaystyle A={\begin{pmatrix}1&2\\3&2\end{pmatrix}}}
entonces
{\displaystyle {\begin{aligned}p(\lambda )&=\det(A-\lambda I_{n})\\&={\begin{vmatrix}1-\lambda &2\\3&2-\lambda \end{vmatrix}}\\&=(1-\lambda )(2-\lambda )-6\\&=\lambda ^{2}-3\lambda -4\end{aligned}}}
Se aplica el teorema de Cayley-Hamilton:
{\displaystyle p(A)=0\Longrightarrow A^{2}-3A-4I_{2}=0\Longrightarrow A^{2}=3A+4I_{2}}
Por ejemplo, vamos a calcular {\displaystyle A^{2}} para ver si se cumple:
{\displaystyle {\begin{pmatrix}1&2\\3&2\end{pmatrix}}^{2}=3{\begin{pmatrix}1&2\\3&2\end{pmatrix}}+4{\begin{pmatrix}1&0\\0&1\end{pmatrix}}\Longrightarrow {\begin{pmatrix}7&6\\9&10\end{pmatrix}}={\begin{pmatrix}7&6\\9&10\end{pmatrix}}}
y veamos que es diagonalizable:
- Esta matriz tiene los valores propios: {\displaystyle \lambda _{1}=-1,\quad \lambda _{2}=4}

{\displaystyle \lambda ^{2}-3\lambda -4=(\lambda +1)(\lambda -4)=0\Longrightarrow \lambda _{1}=-1\wedge \lambda _{2}=4}
- Así {\displaystyle A} es una matriz 2 por 2 con 2 valores propios diferentes, entonces se dice que es diagonizable. Si queremos diagonalizar {\displaystyle A} necesitamos calcular los correspondientes vectores propios. Ellos son:

{\displaystyle \mathbf {v} _{1}={\begin{bmatrix}1\\-1\end{bmatrix}},\qquad \mathbf {v} _{2}={\begin{bmatrix}2\\3\end{bmatrix}}}
Uno podría verificar fácilmente esto mediante:
{\displaystyle \mathbf {Av} _{k}=\lambda _{k}\mathbf {v} _{k}}
{\displaystyle (A-\lambda _{1}I_{2})V_{1}=0\wedge (A-\lambda _{2}I_{2})V_{2}=0}
- Ahora, {\displaystyle P} es la matriz invertible con los vectores propios de {\displaystyle A} como columnas:

{\displaystyle P={\begin{pmatrix}1&2\\-1&3\end{pmatrix}}} con inversa {\displaystyle P^{-1}={\begin{pmatrix}{\frac {3}{5}}&{\frac {-2}{5}}\\{\frac {1}{5}}&{\frac {1}{5}}\end{pmatrix}}}
- Hallemos ahora la matriz diagonal, usando esta matriz {\displaystyle P} como sigue:

{\displaystyle \mathbf {A} =\mathbf {PDP} ^{-1}\Leftrightarrow \mathbf {P} ^{-1}\mathbf {AP} =\mathbf {D} }

- Realizamos el cálculo introduciendo los datos:

{\displaystyle D={\begin{pmatrix}{\frac {3}{5}}&{\frac {-2}{5}}\\{\frac {1}{5}}&{\frac {1}{5}}\end{pmatrix}}{\begin{pmatrix}1&2\\3&2\end{pmatrix}}{\begin{pmatrix}1&2\\-1&3\end{pmatrix}}={\begin{pmatrix}{\frac {-3}{5}}&{\frac {2}{5}}\\{\frac {4}{5}}&{\frac {4}{5}}\end{pmatrix}}{\begin{pmatrix}1&2\\-1&3\end{pmatrix}}={\begin{pmatrix}-1&0\\0&4\end{pmatrix}}}
- Luego resulta que existen matrices {\displaystyle P} y {\displaystyle D} tales que

{\displaystyle A=PDP^{-1}} cumpliendo {\displaystyle P} y {\displaystyle D} los requisitos pedidos al principio, y por tanto la matriz {\displaystyle A} es diagonalizable.

### Potencias de una matriz diagonalizable
Podemos calcular, por ejemplo, la séptima potencia de la matriz anterior:
{\displaystyle A^{7}=PD^{7}P^{-1}={\begin{pmatrix}1&2\\-1&3\end{pmatrix}}{\begin{pmatrix}-1^{7}&0\\0&4^{7}\end{pmatrix}}{\begin{pmatrix}{\frac {3}{5}}&{\frac {-2}{5}}\\{\frac {1}{5}}&{\frac {1}{5}}\end{pmatrix}}={\begin{pmatrix}{\frac {-3+2\cdot 4^{7}}{5}}&{\frac {2+2\cdot 4^{7}}{5}}\\{\frac {3+3\cdot 4^{7}}{5}}&{\frac {-2+3\cdot 4^{7}}{5}}\end{pmatrix}}={\begin{pmatrix}6553&6554\\9831&9830\end{pmatrix}}}
Para todo {\displaystyle n\in \mathbb {N} } se cumple:
{\displaystyle A=PDP^{-1}\Longrightarrow A^{n}=PD^{n}P^{-1}}
Por tanto, para el ejemplo anterior:
{\displaystyle {\begin{pmatrix}1&2\\3&2\end{pmatrix}}^{n}={\begin{pmatrix}1&2\\-1&3\end{pmatrix}}{\begin{pmatrix}-1&0\\0&4\end{pmatrix}}^{n}{\begin{pmatrix}3/5&-2/5\\1/5&1/5\end{pmatrix}}\Longrightarrow {\begin{pmatrix}1&2\\3&2\end{pmatrix}}^{n}={\begin{pmatrix}1&2\\-1&3\end{pmatrix}}{\begin{pmatrix}(-1)^{n}&0\\0&4^{n}\end{pmatrix}}{\begin{pmatrix}3/5&-2/5\\1/5&1/5\end{pmatrix}}}
{\displaystyle A^{n}={\frac {1}{5}}{\begin{pmatrix}3(-1)^{n}+2\cdot 4^{n}&-2(-1)^{n}+2\cdot 4^{n}\\-3(-1)^{n}+3\cdot 4^{n}&2(-1)^{n}+3\cdot 4^{n}\end{pmatrix}}}

### Función de una matriz diagonalizable
No sólo pueden calcularse, potencias de una matriz, sino cualquier función que esté definida sobre el espectro de la matriz. Por ejemplo puede calcularse la exponencial de la matriz anterior como:
{\displaystyle {\begin{cases}e^{\mathbf {A} }=\sum _{k=0}^{\infty }{\frac {\mathbf {A} ^{k}}{k!}}\\e^{\mathbf {A} }=\mathbf {P} e^{\mathbf {D} }\mathbf {P} ^{-1}={\begin{pmatrix}1&2\\-1&3\end{pmatrix}}{\begin{pmatrix}e^{-1}&0\\0&e^{4}\end{pmatrix}}{\begin{pmatrix}{\frac {3}{5}}&{\frac {-2}{5}}\\{\frac {1}{5}}&{\frac {1}{5}}\end{pmatrix}}={\frac {1}{5}}{\begin{pmatrix}3e^{-1}+2e^{4}&-2e^{-1}+2e^{4}\\-3e^{-1}+3e^{4}&2e^{-1}+3e^{4}\end{pmatrix}}\end{cases}}}

### Matrices no diagonalizables
No todas las matrices cuadradas son diagonalizables, pero existen procedimientos similares para hallar matrices {\displaystyle P} invertibles y matrices {\displaystyle J} diagonales a bloques de tal modo que

{\displaystyle \mathbf {A} =\mathbf {PJP} ^{-1}}

ofreciendo también soluciones o atajos para resolver los problemas que requieren de la  diagonalización de una matriz (ver Forma canónica de Jordan).

## Teoremas sobre matrices diagonalizables
- Toda matriz simétrica de coeficientes reales es diagonalizable y sus valores propios son reales.
- Dadas dos matrices diagonalizables A y B, son conmutables (AB = BA) si y solo si son simultáneamente diagonalizables (comparten la misma base ortonormal).
- Toda matriz A de dimensión n y coeficientes reales es diagonalizable si, y sólo si, existe una base de {\displaystyle \mathbb {R} ^{n}} formada por vectores propios de A .